# Dragon Player
Dragon Player – prosty odtwarzacz multimedialny przeznaczony dla środowiska graficznego KDE. Jest kontynuacją pierwotnie napisanego przez Maxa Howella odtwarzacza video dla KDE 3 zwanego Codeine. Dragon Player jest domyślnym odtwarzaczem między innymi w KDE 4 znajdującym się w Kubuntu 8.04. Został napisany w języku C++, a wykorzystuje m.in. biblioteki Qt. Dostępny jest na wolnej licencji GNU General Public License.